# Podium foxii
Podium foxii är en biart som beskrevs av Kohl 1902. Podium foxii ingår i släktet Podium och familjen grävsteklar. Inga underarter finns listade i Catalogue of Life.